# Andrzej Kruszka
Andrzej Kruszka (ur. 25 września 1922 w Obornikach Wielkopolskich, zm. 30 maja 2007) – oficer, prawnik, sędzia, adwokat, samorządowiec.
Syn Antoniego Kruszki i Zofii z domu Karasiewicz. Sędzia Sądu Najwyższego w Warszawie (1955-1972), po przejściu w stan spoczynku w stopniu pułkownika w latach 1974-1990 adwokat w Zespole Adwokackim nr 1 w Warszawie. Dwukrotny radny Dzielnicowej Rady narodowej Warszawa Ochota.
Pułkownik Andrzej Kruszka za zasługi uhonorowany został między innymi: Krzyżem Kawalerskim Orderu Odrodzenia Polski, Srebrnym Krzyżem Zasługi, Złotym, Srebrnym i Brązowym Medalem „Siły Zbrojne w Służbie Ojczyzny”, Złotym, Srebrnym i Brązowym Medalem „Za zasługi dla obronności kraju”, Medalem Zwycięstwa i Wolności 1945, Złotą Odznaką Honorową „Za Zasługi dla Warszawy”, Medalem „Za udział w walkach o Berlin”.
„Odznaka Przyjaciela Dziecka” została mu przyznana za działalność społeczną na rzecz najmłodszych w Towarzystwie Przyjaciół Dzieci.